# Feketés földirigó
A feketés földirigó (Geokichla mendeni)  a madarak osztályának verébalakúak (Passeriformes) rendjébe és a rigófélék (Turdidae) családjába tartozó faj.

## Rendszerezése
A fajt Oscar Rudolph Neumann német ornitológus írta le 1939-ben, a Turdus nembe Turdus (Geokichla) mendeni néven. Sorolták a Zoothera nembe Zoothera mendeni vagy alfajként Zoothera erythonota mendeni néven is.

## Előfordulása
Indonéziához tartozó Peleng és Taliabu szigetén honos. Természetes élőhelyei a szubtrópusi vagy trópusi síkvidéki esőerdők. Állandó, nem vonuló faj.

## Megjelenése
Testhossza 20 centiméter.

## Természetvédelmi helyzete
Az elterjedési területe elég kicsi, egyedszáma pedig csökken. A Természetvédelmi Világszövetség Vörös listáján mérsékelten fenyegetett fajként szerepel.